# Arbitro (pallacanestro)

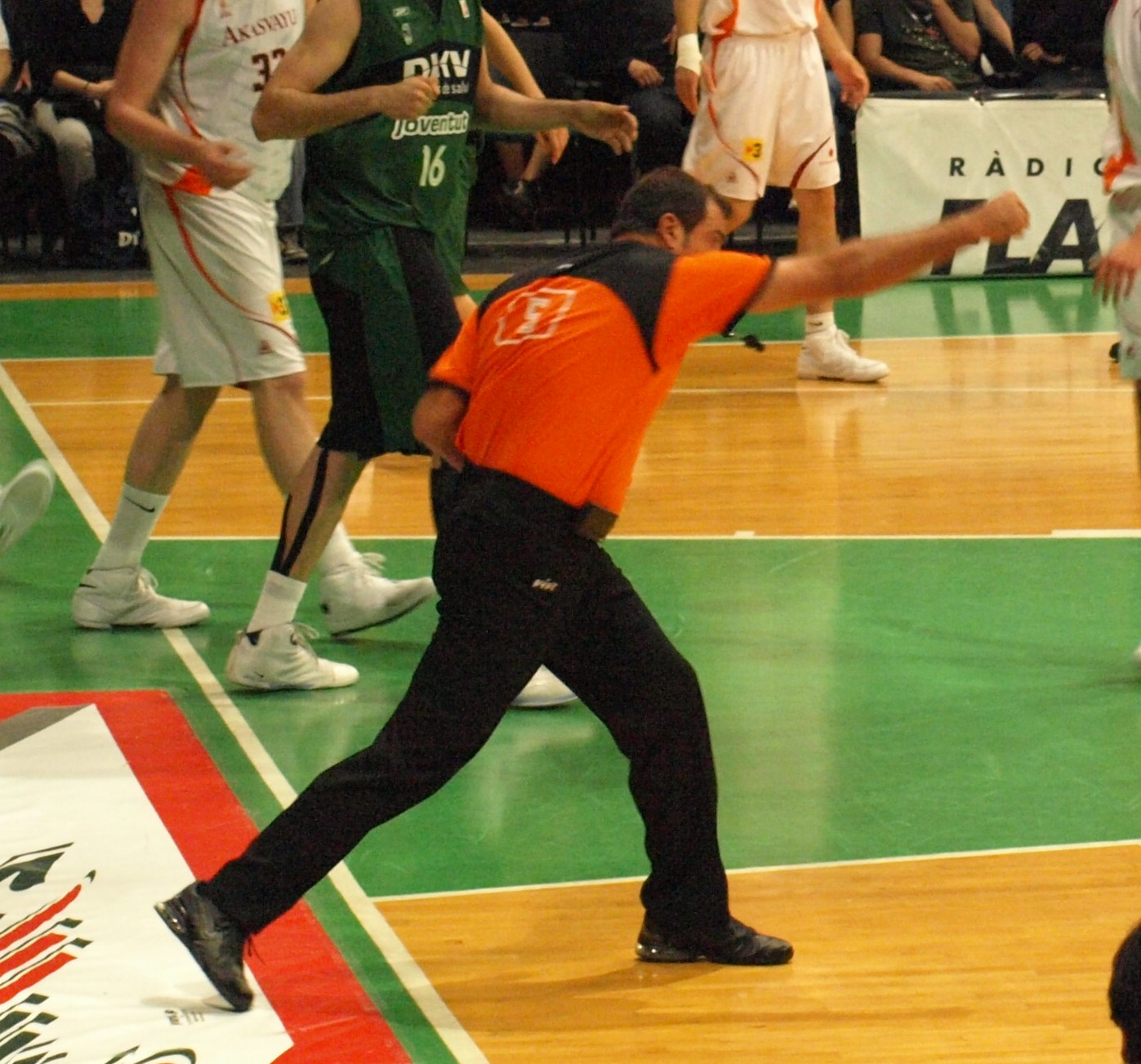
Un arbitro della Liga ACB segnala "enfaticamente" un fallo in attacco.

L'arbitro è una figura della pallacanestro, che controlla lo svolgimento delle gare. Agli arbitri sono affiancati, per la compilazione del referto e il conteggio del tempo e dei ventiquattro secondi, uno o più ufficiali di campo.

## L'arbitro in Italia
Le gare di Serie A, Serie A/2, e di Serie A femminile sono dirette da tre arbitri. Tutte le altre categorie nazionali, regionali e giovanili, sono invece dirette da due arbitri (nelle gare dei campionati regionali giovanili è possibile trovare un solo arbitro).
Nelle gare più importanti di ogni competizione, generalmente per le semifinali e finali, è designato un ulteriore arbitro chiamato stand-by, il quale ha il compito di subentrare nel caso in cui uno degli colleghi subisca un infortunio nel corso della gara. In questo modo la gara sarà arbitrata sempre dallo stesso numero di arbitri.

## Classificazione degli Arbitri
Agli effetti del loro inquadramento nei ruoli CIA, gli Arbitri in attività sono classificati in:
- Arbitri Internazionali;
- Arbitri Nazionali;
- Arbitri Regionali;
- Arbitri Regionali Giovanili di età compresa fra i 13 ed i 17 anni compiuti;
- Arbitri Regionali Amatoriali, utilizzabili dalla regione di appartenenza nella sesta categoria, ad esclusione dei campionati giovanili di eccellenza.

Gli Arbitri, in relazione all’ambito operativo di competenza acquisito, sono distinti nelle seguenti categorie:
- 1ª categoria: Arbitri impiegati nel campionato professionistico (Serie A maschile);
- 2ª categoria: Arbitri impiegati nel primo campionato nazionale dilettanti maschile (Serie A/2 maschile) e nel primo campionato nazionale femminile (Serie A femminile);
- 3ª categoria: Arbitri impiegati nel secondo campionato nazionale dilettanti maschile (Serie B maschile) e nel secondo campionato nazionale femminile (Serie A/2 femminile);
- 4ª categoria: Arbitri impiegati nei campionati di Serie B interregionale, Serie C regionale maschile e nel campionato di Serie B femminile;
- 5ª categoria: Arbitri impiegati nel campionato di Divisione Regionale 1 (ex - Serie D regionale maschile) e di Serie C femminile;
- 6ª categoria: Arbitri impiegati negli altri campionati seniores [Divisione Regionale 2 (ex - Promozione), Divisione Regionale 3 (ex - Prima divisione), Divisione Regionale 4 (ex - Seconda divisione)] e nei campionati giovanili secondo la discrezionalità di utilizzo che la Commissione Regionale CIA andrà a stabilire.

## Divisa
Gli arbitri indossano una maglia di colore grigio con maniche e profili neri, pantaloni lunghi neri e scarpe nere. Sulla maglia è ricamata la scritta "FIP", assieme al logo. La maglia ed i pantaloni sono fornite da Macron, sponsor tecnico.
Nella stagione 2008/2009 è stato introdotto il nominativo dell'arbitro nella parte posteriore del colletto della maglia per gli arbitri di Serie A e LegaDue. Nelle stagioni 2009/2010 e 2010/2011 è stata inoltre inserita la maglia azzurra e quella arancione per gli arbitri di Serie A e Legadue, mentre dalla stagione 2011/2012 si è tornati alla divisa grigia per tutti gli arbitri di tutte le categorie.
Il 22 settembre 2012 è stata introdotta ufficialmente la maglia arancione di marchio 'Champion' con il nuovo sponsor AcomeA solo per gli arbitri nazionali.
Nella stagione sportiva 2014/2015 la divisa arancione è stata sostituita nuovamente da quella grigia.
Per il quadriennio olimpico 2017/2020 lo sponsor tecnico è stato Spalding, quindi gli elementi della divisa arbitrale sono stati sostituiti con nuove maglie e pantaloni.
Lo sponsor tecnico attuale è Macron.

## Meccanica del doppio arbitraggio[1]
Nelle partite dirette da due arbitri, questi si dispongono uno sotto il canestro sul lato destro e uno fuori dall'area del tiro da tre punti spostato sulla sinistra; ciò in modo da coprire, tutta la metà campo.
L'arbitro vicino al canestro è detto "guida" mentre quello che sta dietro all'azione fuori dall'area è detto "coda". I due arbitri ad ogni cambio di possesso cambiano posizione poiché il "guida", seguendo la linea laterale alla sua sinistra, va a collocarsi al di fuori dell'area dei tre punti nella metà campo di attacco e il "coda", seguendo la linea laterale alla sua destra, si colloca sotto il canestro sempre della metacampo di attacco.
Ad ogni fallo difensivo fischiato dall'arbitro "guida", i due arbitri cambiano posizione pur rimanendo nella stessa metà campo. Chi fischia fallo lo segnala agli ufficiali di campo (numero giocatore, tipo di fallo e sanzione) e, nel frattempo, l'altro prende la posizione che aveva l'arbitro "guida"; questo non accade quando viene fischiato un fallo in attacco.

## Meccanica del triplo arbitraggio[2]
Il triplo arbitraggio è usato per tutte le gare di Serie A, A2 ed internazionali, oltre che nei campionati maggiori degli altri stati.
Dei tre arbitri, uno si dispone dietro la linea di fondo campo posizionandosi alla destra o alla sinistra del canestro a seconda del lato in cui è il pallone (arbitro guida), un altro si posiziona in prossimità della linea laterale del lato in cui è presente il pallone stando in posizione più alta rispetto ad esso (arbitro coda) mentre il terzo arbitro, chiamato arbitro centro è posizionato in prossimità della linea laterale del lato opposto al pallone, leggermente più verso la linea di fondo per controllare al meglio il gioco sul lato debole.
Al cambio di possesso, l'arbitro coda diventerà guida, mentre gli altri due (guida e centro) diventeranno i nuovi coda e centro.
Al tentativo di tiro da tre punti da parte di un giocatore, il coda alzerà il braccio indicando il tentativo di tiro da tre punti, il centro si limiterà a copiare il segnale ed eventualmente convalidare.
Dopo ogni segnalazione di fallo personale agli ufficiali di campo, qualunque arbitro abbia effettuato la segnalazione prenderà posto nella posizione frontale al tavolo.

## Precision time System
Il precision time system viene utilizzato in Italia solo dagli arbitri di serie A, mentre in Europa da quelli di Eurocup e di Eurolega.
È formato da una consolle posta al tavolo con una piccola antenna per ricevere il segnale, da tre strumenti posti nella cinta di ciascun arbitro ed uno di riserva.
Con questo sistema gli arbitri fermano il cronometro semplicemente con il fischio, infatti l'aria che esce dal fischietto va a finire su un sensore che trasmette alla consolle che blocca il tempo. Dalla stagione 2005/06 (anno in cui è entrato in vigore questo sistema) alla 2008/2009, in Italia gli arbitri davano anche l'avvio al cronometro premendo il relativo tasto sullo strumento posto nella cinta, mentre dalla stagione 2009/2010 quest'ultimo compito è passato al cronometrista facendo in modo che il precision time serva solo a fermare il tempo tempestivamente (per ogni fischio fatto dall'arbitro c'è un tempo di reazione del cronometrista di 20/100 di secondo che con questo sistema viene eliminato).